# Hickman, Kentucky
Hickman är en ort i Fulton County i delstaten Kentucky, USA. År 2000 hade orten 2 560 invånare. Den har enligt United States Census Bureau en area på 9,2 km², allt är land. Hickman är administrativ huvudort (county seat) i Fulton County.

## Kända personer från Hickman
- Frederick D. Gardner, politiker
- Elvis Stahr, militär, miljöaktivist och politiker